# Fritz Kraemer
Fritz Kraemer, född 12 december 1900 i Stettin, död 23 juni 1959 i Hamburg, var en tysk militär.
Kraemer befordrades 1 augusti 1944 till SS-Brigadeführer (generalmajor) och tilldelades 6 maj 1945 Riddarkorset av Järnkorset med eklöv. 
Kraemer dömdes till tio års fängelse vid Malmedyrättegången 1946.

## Befäl
- 12. SS-Panzer-Division "Hitlerjugend": 24 oktober – 13 november 1944
- 6. SS Panzer-Armee (stabschef): 13 november 1944 – 8 maj 1945